# Хелен Стівенс
Хелен Херрінг Стівенс (англ. Helen Herring Stephens 3 лютого 1918 — 17 січня 1994 , Сент-Луїс, США) — американська спортсменка-легкоатлетка, дворазова чемпіонка Олімпійських ігор .

## Життєпис
Народилася в місті Фултон, штат Міссурі, з дитинства займалася різними видами спорту, в тому числі бігом, метанням диска і штовханням ядра, маючи до 1936 року в цілому 9 переможних титулів на різних американських загальнонаціональних змаганнях. Була відома під прізвиськом «Фултонська блискавка». Закінчила середню школу і річкове училище у рідному місті, а також університет Вільяма Вудса . 
У 1936 році у 18-річному віці брала участь у Літніх Олімпійських іграх у Берліні, де виграла золоті медалі з бігу на 100 м і в естафеті 4 × 100 м. З бігу на 100 м перемогла чинну чемпіонку світу польську спортсменку Станіславу Валасевич, встановивши новий світовий рекорд. Після перемоги отримала привітання особисто від Адольфа Гітлера, який запросив спортсменку до себе.
Незабаром після закінчення олімпіади Стівенс, вигравши ще три національних титули у США, пішла з легкої атлетики та деякий час займалася бейсболом і софтболом . З 1938 по 1952 рік була власницею напівпрофесійної баскетбольної команди. У роки Другої світової війни служила у Корпусі морської піхоти, пізніше працювала у науково-дослідному відділі служби аеронавігації США у Сент-Луїсі, штат Міссурі. Прожила у цьому місті до кінця життя. У 1980-ті роки взяла участь у декількох легкоатлетичних змаганнях для літніх людей.
В 1993 році її внесли до Національної зали слави жінок США.
Померла 17 січня 1994 року у віці 75 років.

## Гендерний скандал
Відомо, що після перемоги над Станіславою Валасевич остання заявила, що Стівенс насправді є чоловіком, зажадавши проведення медичної експертизи. Проведена експертиза підтвердила жіночу стать Стівенс.